# Hugo Bettauer

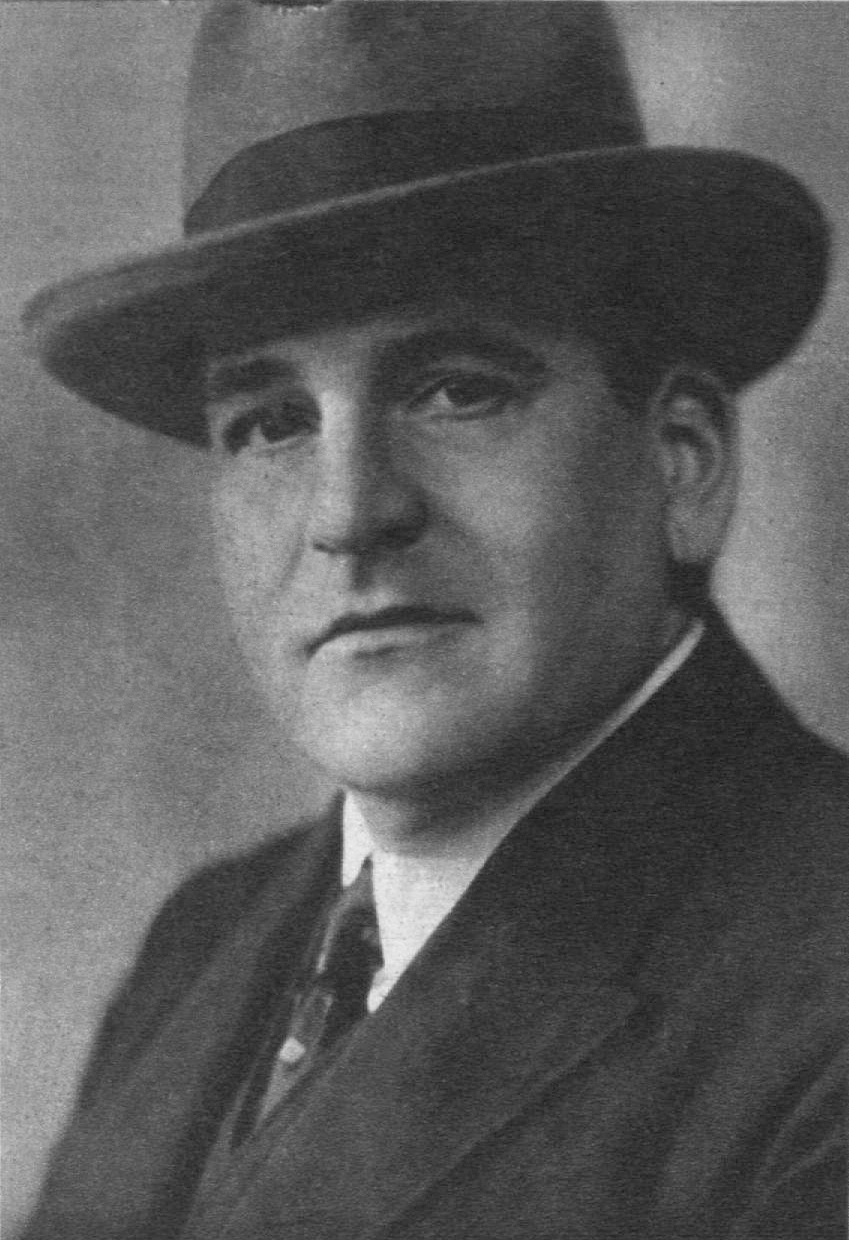
Aufnahme von Wilhelm Willinger aus den 1920er Jahren

Maximilian Hugo Bettauer (* 18. August 1872 in Baden bei Wien, Österreich-Ungarn; † 26. März 1925 in Wien, Österreich) war ein österreichischer Schriftsteller und Drehbuchautor. Seine bekanntesten Romane sind Die Stadt ohne Juden (1922) und Die freudlose Gasse (1925), die seinerzeit auch verfilmt wurden. Bettauer starb 1925 an den Folgen eines Mordanschlags.

## Leben
Maximilian Hugo Bettauer wurde als Sohn des Börsenmaklers Arnold (Samuel Aron) Betthauer aus Lemberg und dessen Ehefrau Anna geb. Wecker geboren. Er war das jüngste Kind und hatte noch zwei ältere Schwestern, Hermine (Michi) und Mathilde. 1887/88 besuchte er die 4. Klasse des Franz-Josephs-Gymnasiums auf der Stubenbastei. Sein damaliger Mitschüler Karl Kraus schätzte ihn nicht besonders und zerpflückte auch dessen Groteske Die Stadt ohne Juden, nahm ihn aber später gegen die Wiener Skandalpresse in Schutz.
Mit 16 Jahren riss Bettauer von zu Hause aus und reiste nach Alexandria, von wo er wieder zurückgeschickt wurde.
Im Jahr 1890 konvertierte Bettauer vom jüdischen zum evangelischen Glauben und änderte seinen Namen von Betthauer in Bettauer. Im selben Jahr ging er als Einjährig-Freiwilliger zu den Kaiserjägern.

### Hochzeit und Auswanderungen
Nach fünf Monaten in Tirol schied er nach Schwierigkeiten mit seinen Vorgesetzten wieder aus dem Militärdienst aus. Gemeinsam mit seiner Mutter zog er nach Zürich und trat mit 24 Jahren (1896) das beachtliche väterliche Erbe an. In die Zürcher Zeit fallen auch seine ersten journalistischen Versuche.
In Zürich heiratete er seine Jugendliebe Olga Steiner und wanderte mit ihr nach dem Tod seiner Mutter in die USA aus. Noch während der Überfahrt verlor Bettauer durch eine Spekulation sein gesamtes Vermögen. Die beiden blieben bis 1899 in New York, wo Bettauers Frau als Schauspielerin auftrat. Da er selbst keine Arbeit fand, zogen beide nach Berlin, wo ihr Sohn Heinrich Gustav Hellmuth zur Welt kam.
In Berlin arbeitete Bettauer als Journalist mit amerikanischer Staatsbürgerschaft und wurde durch das Aufdecken einiger Skandale bekannt. Unter anderem schrieb er infolge eines Skandals das 1921 erschienene Buch Bobbie, in dem er einen reichen und mächtigen Kindesentführer beschrieb. 1901 wurde Bettauer nach dem Selbstmord des Direktors des Berliner Hoftheaters, den er der Korruption bezichtigt hatte, aus Preußen ausgewiesen.
Bettauer zog nach München, arbeitete im Kabarett Die Elf Scharfrichter und ging im Herbst 1901 nach Hamburg, um dort Leiter des Fachblattes Küche und Keller zu werden.

### Zweite Heirat
Nach der Scheidung von seiner Frau Olga lernte Bettauer in Hamburg seine zweite Frau, die damals 16-jährige Helene Müller, kennen. 1904 brannte Bettauer mit Helene durch und emigrierte erneut in die Vereinigten Staaten. Auf der Überfahrt heiratete er seine Geliebte, die im selben Jahr noch einen Sohn zur Welt brachte: Reginald Parker Bettauer, geboren am 23. August 1904 in Phoenicia (New York), der später seinen zweiten Vornamen zu seinem Nachnamen ändern sollte. In New York arbeitete Hugo Bettauer als Journalist für Zeitungen und begann, für diese Fortsetzungsromane zu schreiben.
Im Jahr 1910 kehrte er nach Wien zurück und begann bei der Neuen Freien Presse. Als er zu Beginn des Ersten Weltkriegs in die Armee eintreten wollte, wurde ihm dies mit Hinweis auf seine US-Staatsbürgerschaft verwehrt.
Als Kriegsberichterstatter wurde ihm von der Neuen Freien Presse nur eine reparierte Schreibmaschine zugestanden, die der aufgebrachte Redakteur postwendend wegwarf. Die fristlose Entlassung folgte umgehend (1918).

### Karriere nach dem Krieg

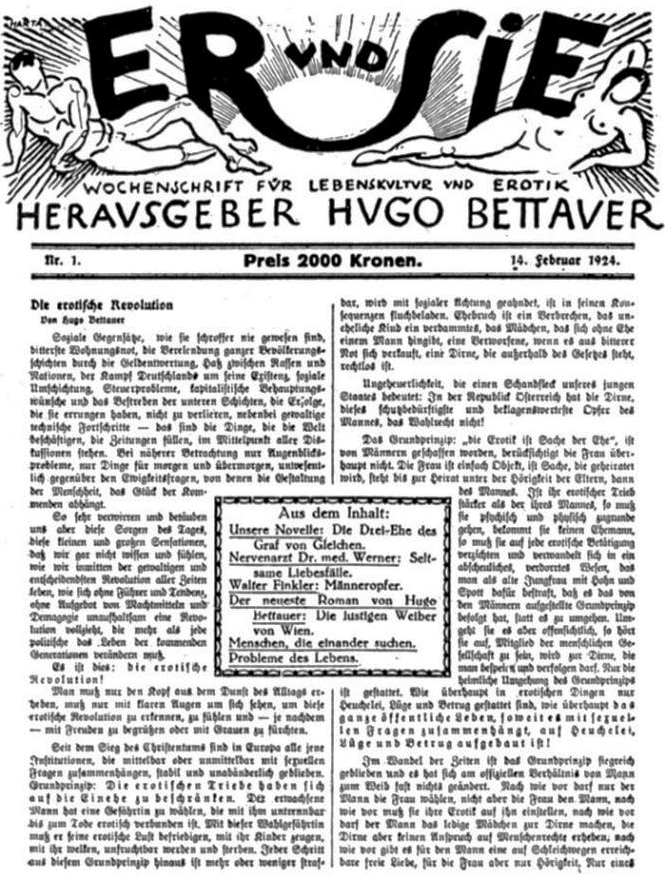
Erstes Titelblatt von Er und Sie

Unmittelbar nach dem Krieg arbeitete Bettauer als Korrespondent für New Yorker Zeitungen und startete in den USA ein Hilfsprogramm für die Wiener Bevölkerung. Ab 1920 schrieb er Romane in großer Produktion; jährlich erschienen vier bis fünf Titel. Bettauer spezialisierte sich auf Kriminalromane mit sozialem Engagement. Populär wurden seine Romane auch dadurch, dass ihre Schauplätze nicht allein Wien, sondern auch New York und Berlin waren.
Sein bekanntester Roman wurde Die Stadt ohne Juden aus dem Jahre 1922, in dem er schildert, wie sich Wien entwickeln würde, wenn alle Juden auswandern müssten. Er griff damit den in Wien immer offensiver zutage tretenden Antisemitismus auf, glaubte aber dennoch an ein friedliches Zusammenleben der Religionen: Er ließ seinen Roman auch mit dem „Einsehen“ der Christen enden, dass die Juden zum Wohle der Stadt zurückgeholt werden müssen.
Ab 1924 gab er die Zeitschrift Er und Sie. Wochenschrift für Lebenskultur und Erotik heraus, die später unter dem Titel Bettauers Wochenschrift fortgeführt wurde. Das Journal sorgte regelmäßig für Skandale ob seiner aufklärerischen und teilweise reißerischen Inhalte. Er setzte sich unter anderem für ein modernes Scheidungsrecht, Schwangerschaftsabbruch und Straffreiheit für Homosexualität unter Erwachsenen ein. Wie in den USA setzte er auch hier das Konzept des Fortsetzungsromans um. Bettauer verdiente im Lauf der Zeit zusätzlich an seinen Buchrechten für Bühnen- und Filmversionen.
Er gehörte damit nicht nur zu den umstrittensten, sondern auch erfolgreichsten Schriftstellern seiner Zeit. In der Verfilmung Die freudlose Gasse (G. W. Pabst, 1925) feierte Greta Garbo ihr internationales Leinwanddebüt. Die Stadt ohne Juden wurde 1924 unter Regisseur Hans Karl Breslauer u. a. mit Hans Moser und Ferdinand Maierhofer verfilmt.
Auf Grund seines „Entdeckungsjournalismus“ und seines Eintritts für sexuelle Aufklärung und Freizügigkeit wurde Bettauer immer wieder Gegenstand von öffentlichen Diskussionen. Seine Gegner versuchten ihn als „Asphaltliteraten“ zu disqualifizieren. Nach einer öffentlichen Eskalation des Streits und der Beschlagnahme der Zeitschrift wurde gegen Bettauer ein Prozess angestrengt, begleitet von öffentlichen Drohungen und Mordaufrufen. Bettauer wurde überraschend freigesprochen, und die Nachfolgezeitschrift erreichte mit 60.000 Exemplaren die höchste Auflage unter den damaligen Wochenzeitungen.

### Ermordung und Gerichtsverfahren

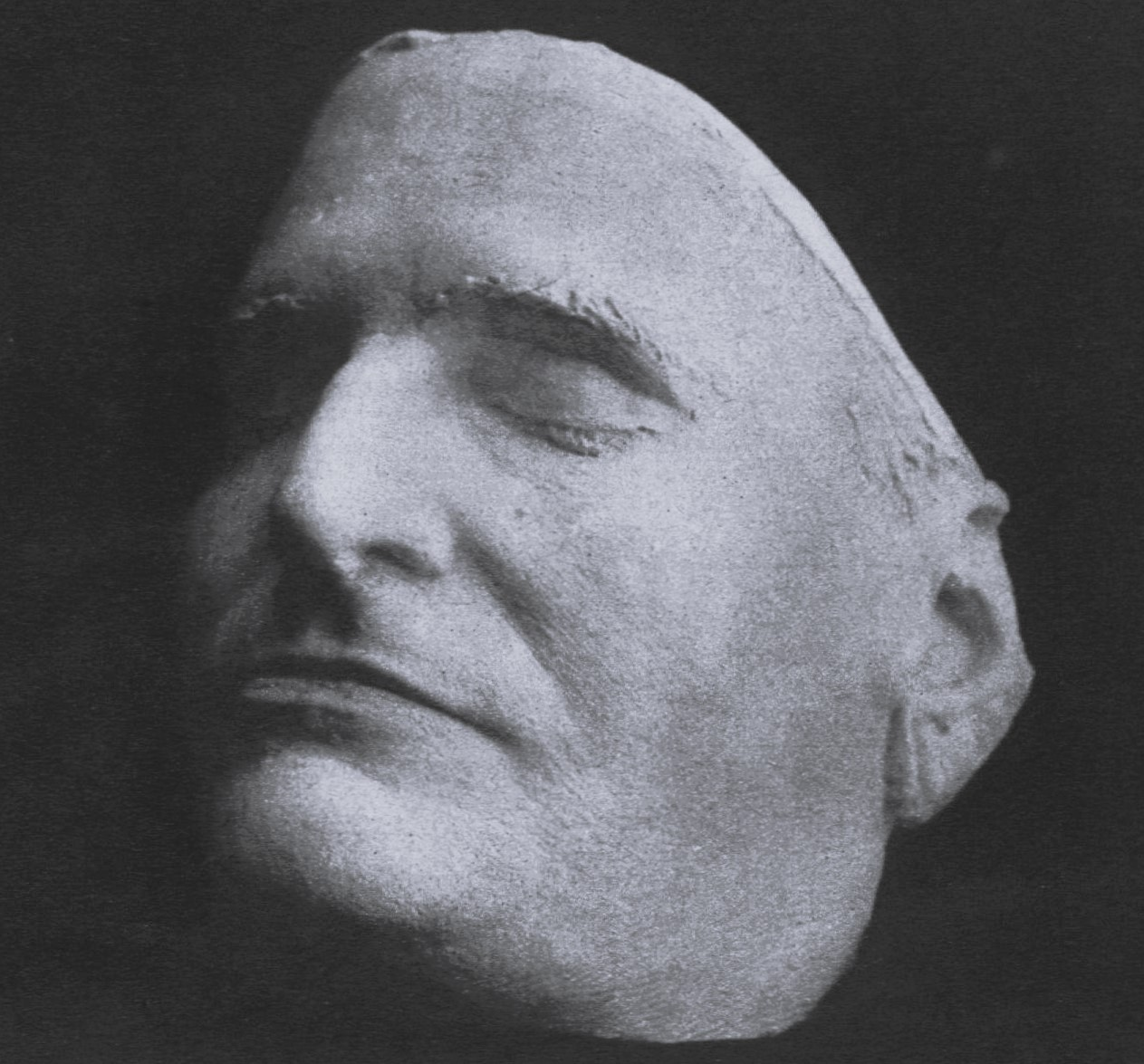
Die Totenmaske Bettauers, abgenommen vom Bildhauer Alexander Jaray

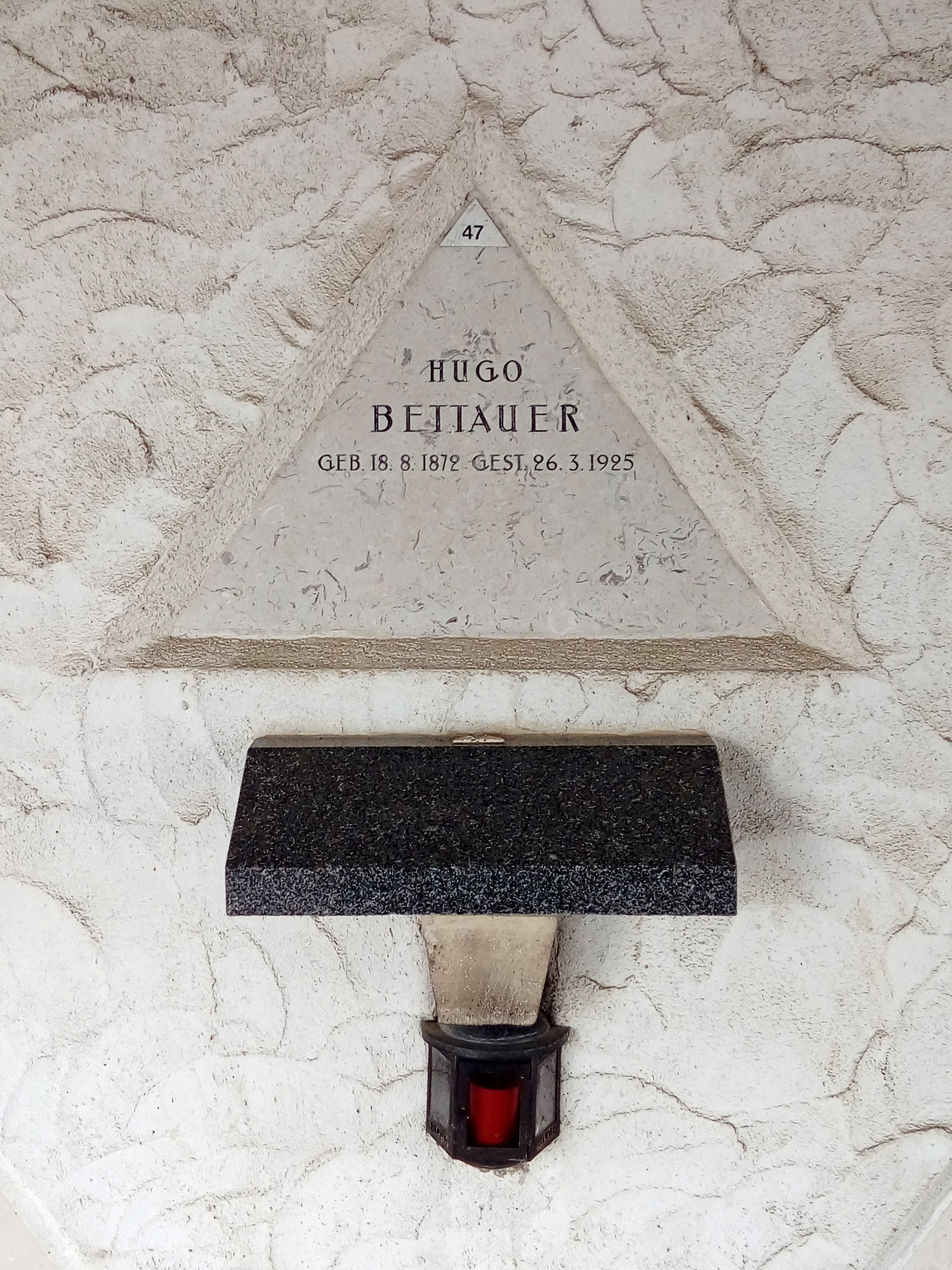
Das Urnengrab Bettauers an der Feuerhalle Simmering

Nach einer wochenlangen Medienkampagne gegen Bettauer schoss der 21-jährige Zahntechniker Otto Rothstock am 10. März 1925 Bettauer in seiner Redaktion, die sich im Wiener Bezirk Josefstadt in der Lange Gasse 5–7 befand, nieder. Bettauer wurde schwer verletzt mit fünf Schüssen in Brust und Arme ins Krankenhaus eingeliefert. Am 26. März starb Hugo Bettauer im Alter von 52 Jahren an den Folgen des Attentats.
Noch während er im Krankenhaus lag, kam es im Wiener Gemeinderat zu handgreiflichen Auseinandersetzungen. Über die Motive des Attentäters wurde lange gerätselt. Dieser behauptete, er habe ein Fanal gegen die angebliche Sittenlosigkeit eines Autors setzen wollen, der mit seinen sexuell freizügigen Schriften berühmt geworden sei. Fakt ist, dass Otto Rothstock vor dem Anschlag Mitglied der NSDAP war, allerdings nach kurzer Zeit wieder austrat. Nach der Tat wurde er von NS-nahen Anwälten und Freunden unterstützt. Vom Geschworenengericht wurde er zwar wegen des Mordes freigesprochen, das Gericht veranlasste aber die Einweisung des Attentäters in eine psychiatrische Klinik, die er nach 18 Monaten Ende Mai 1927 als freier Mann verließ.
Auf Grundlage des psychiatrischen Gutachtens wurde dem „Zahntechniker Otto Rothstock […] vom Bundesministerium für soziale Verwaltung die Befugnis zur selbständigen Ausübung der Zahntechnik mangels der hiezu notwendigen Verläßlichkeit verweigert“. Hiergegen klagte er im Jahre 1935 erfolglos vor dem Bundesgerichtshof.
Spätestens nach dem Anschluss Österreichs wurde Rothstock zu einem glühenden Anhänger des Nationalsozialismus und brüstete sich öffentlich seiner Tat:

„Auch die ehemaligen marxistischen, jüdischen und christlichen Volksführer Deutschlands und Oesterreichs kannten den Wert der Jugend und wußten in ihr den Kern der Volkskraft zu treffen und zu zersetzen. Das war es auch, was mich am 10. März 1925 bewog, dem prominentesten jüdischen Jugendverführer Wiens, Hugo Bettauer, mit der Waffe entgegenzutreten. […] Wir alle wußten, daß auch über Wien noch die Hakenkreuzfahnen wehen werden und daß das deutsch-österreichische Volk ihnen zujubeln wird, wie im Reich! Großdeutschland, ein Reich, das alle Deutschen Europas umfaßt, ist unser Ziel und Ideal gewesen. Es ist erfüllt.“

1977 wurde Otto Rothstock vom österreichischen Journalisten Peter Huemer in Hannover ausfindig gemacht und zum Mord an Bettauer interviewt. In der Sendung Teleobjektiv des Österreichischen Rundfunks rühmte er sich erneut der „Auslöschung“ Bettauers.
2022 veröffentlichte der Historiker und Germanist sowie ehemalige Mitarbeiter im Bundesministerium für Justiz Valentin Fuchs die Aufarbeitung dieses Mordfalls, für den es drückende Indizien auf ein Mordkomplott gibt, in seinem über 200 Seiten starken Buch Die Hinrichtung Hugo Bettauers. Zur Aufarbeitung eines rechtsextremen politischen Attentats, das im Promedia Verlag erschien.

### Rezeption
Bettauers Roman Die Stadt ohne Juden und seine darauf folgende Ermordung regten Artur Landsberger zur Romangroteske Berlin ohne Juden (1925) an.
2009 wurde im 8. Wiener Gemeindebezirk Josefstadt eine Verkehrsfläche nahe den ehemaligen Redaktionsräumen in Hugo-Bettauer-Platz benannt.

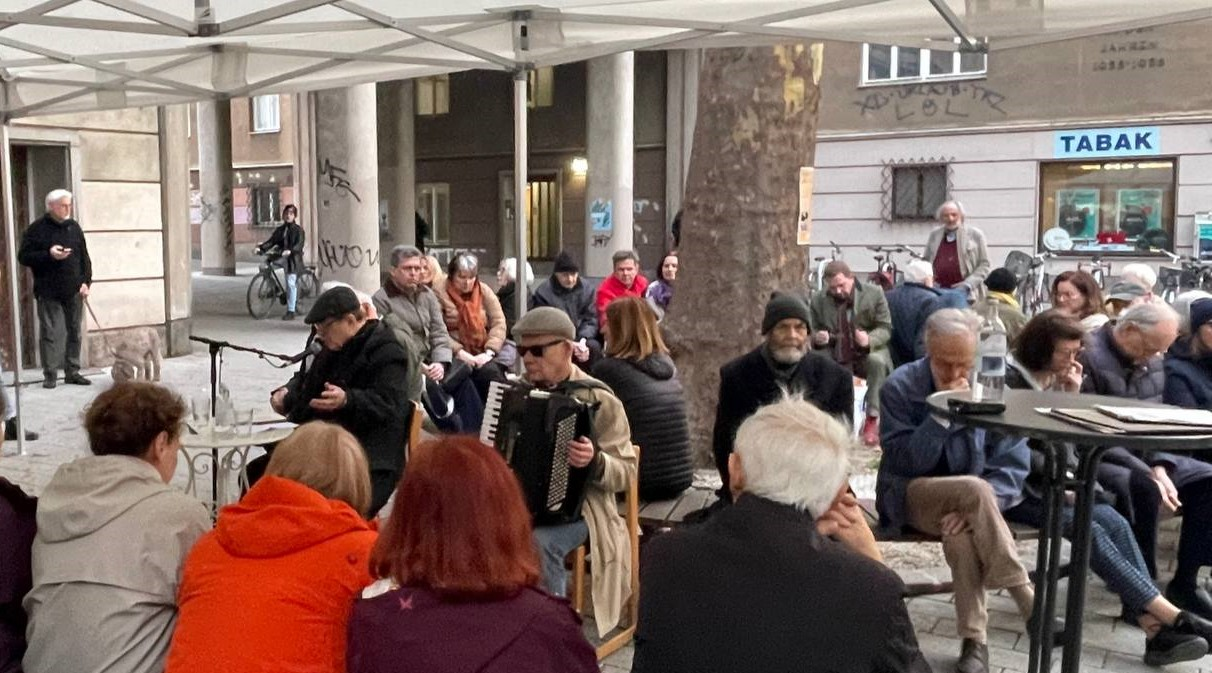
Gedenkveranstaltung am Ort des Attentats (Lange Gasse) mit Otto Lechner und Erwin Steinhauer (2025)

Zwischen 2009 und 2014 erschienen im Milena Verlag (Reihe Revisited – Klassiker neu entdeckt) Bettauers Romane Hemmunglos, Die freudlose Gasse, Der Kampf um Wien und Der Herr auf der Galgenleiter (ergänzt um die Miniaturen 7 Geschichten aus dem Alltag), jeweils mit Nachwort von Murray G. Hall. Diese Neuausgaben in einem Publikumsverlag und ihre Aufnahme in den Feuilletons machten Hugo Bettauer einem breiteren Lesepublikum zugänglich – trotz oder gerade wegen Hugo Bettauers „anhaltend schlechten Ruf[s] in der Literaturgeschichte“.

## Werke

### Romane
- Im Banne von New York, 1907
- Im Kampf ums Glück, 1907 (Nachdruck 1926)
- Auf heißem Boden, 1907
- Im Schatten des Todes, 1907 (Nachdruck 1925)
- Aus den Tiefen der Weltstadt, 1907
- Faustrecht, 1920
- Hemmungslos, 1920 (Nachdruck 1988, 2009, ISBN 978-3-85286-184-5, 2011, 2013)
- Bobbie auf der Fährte, 1921 (Nachdruck 1926 unter dem Titel Bobbie oder die Liebe eines Knaben, weiterer Nachdruck 2012)
- Die drei Ehestunden der Elizabeth Lehndorff, 1921
- Der Frauenmörder, 1922 (Nachdruck 2008, 2012)
- Der Herr auf der Galgenleiter, 1922 (Nachdruck 2014)
- Das blaue Mal, 1922 (Nachdruck 2012)
- Die Stadt ohne Juden, 1922 (Die Stadt ohne Juden im Project Gutenberg; Nachdruck 1988, 1996, 2013: ISBN 978-3-942378-43-7)
- Der Kampf um Wien im Projekt Gutenberg-DE. 1922/23 (gekürzter Nachdruck unter dem Titel Ralph und Hilde, 1926, weiterer Nachdruck 2012: ISBN 978-3-85286-229-3).
- Die lustigen Weiber von Wien, 1924
- Gekurbeltes Schicksal, 1924
- Die freudlose Gasse, 1924 (Nachdruck 1988, 2011: ISBN 978-3-85286-216-3)
- Das entfesselte Wien, 1924
- Die schönste Frau der Welt, 1924
- Memorien eines Hochstaplers, 1924
- Gesammelte Werke in sechs Bänden, Hannibal, Salzburg 1980, DNB 206499906, enthält:
  - Teil 1: Kampf um Wien
  - Teil 2: Das entfesselte Wien
  - Teil 3: Die freudlose Gasse
  - Teil 4: Die Stadt ohne Juden
  - Teil 5: Faustrecht
  - Teil 6: Hemmungslos
  - Beiheft: Murray G. Hall: Der Fall Bettauer. Ein literatursoziologisches Kapitel der Zwischenkriegszeit. In: Jahrbuch der Grillparzer-Gesellschaft. Band 13, Folge 3, S. 141–158.

### Novellen
- Der Tod einer Grete und andere Novellen, 1926
- Geschichten aus dem Alltag, 1926

### Theaterstücke
- Die Stadt ohne Juden (mit Hans Sassmann), 1922
- Die blaue Liebe (mit Klemens Weiß-Clewe), 1924

### Zeitschriften
- Er und Sie, 14. Februar – 13. März 1924
- Von der Österreichischen Nationalbibliothek digitalisierte Ausgaben: Bettauers Wochenschrift (online bei ANNO). 15. Mai 1924 – 26. August 1927
- Der Bettauer Almanach für 1925, 1925

## Filmografie
- 1922: Faustrecht, Regie: Karl Ehmann
- 1924: Die schönste Frau der Welt, Regie: Richard Eichberg
- 1924: Die Stadt ohne Juden, Regie: Hans Karl Breslauer
- 1925: Das Abenteuer der Sybille Brant, Regie: Carl Froelich
- 1925: Die freudlose Gasse, Regie: Georg Wilhelm Pabst
- 1926: Der Bankkrach Unter den Linden, Regie: Paul Merzbach
- 1928: Andere Frauen, Regie: Heinz Hanus